# LT-15DV1
LT-15DV1は、日本ビクターが2001年9月21日に発売開始した、DVDプレーヤー一体型薄型テレビである。15インチ液晶画面の背部にDVDプレーヤーを設けた構造となっており、円筒形のDDスピーカーは着脱式で、本体から離れた位置に設置できる。DVDプレーヤー部側面には、重低音を補うウーファーが搭載されている。
本品は2001年にグッドデザイン賞を受賞している。